# Szerelem várj!
A Szerelem várj! című album Tabáni István 4. stúdióalbuma, mely 2015. december 12-én jelent meg. Mottója: „Egy vallomás a szívemből ez az album, amely megmutatja a múltam és a jövőm.” Tabáni István dalszerzőként és szövegíróként is részt vett az album létrejöttében.

## Az album dalai
1. El kell mondjam
2. Time Machine
3. Híd
4. Nincs még késő
5. Szerelem várj!
6. Együtt álmodunk
7. A szív legmélyén
8. Itt vagyok még
9. Veled az éden is más lesz
10. A cél vár